# Vojtěch Trubač
Vojtěch Trubač (30. března 1943 Klenovice – 10. února 2022 České Budějovice) byl český dudák, muzikant a zemědělský inženýr.

## Životopis
Narodil se 30. března 1943 v Klenovicích u Soběslavi do rodiny zemědělců Matěje a Anny Trubačových. V roce 1949 začal studovat na soběslavské základní škole a následně nastoupil na soběslavské gymnázium. Ze školy byl donucen odejit, poněvadž jeho dědeček odmítl vstoupit do zdejšího družstva.
Rodina se odstěhovala do nedalekého Dráchova, kde začal pracovat na statku. V roce 1963 úspěšně odmaturoval na Zemědělské technické škole v Nových Hradech. I přes to, že byla jeho rodina perzekuována, mohl nastoupit na Vysokou školu zemědělskou v Českých Budějovicích, kterou později úspěšně absolvoval. Ekonomii, kterou vystudoval, se živil několik desítek let.
V roce 1970 se oženil s Jiřinou Mikulovou. Manželskému páru se narodili dva synové. V roce 1993 mu byl v rámci restitucí navrácen jeho rodný statek.
Celý život se věnoval hudbě. Uměl hrát na housle a harmoniku a v průběhu let působil v několika jihočeských hudebních spolcích. Kromě hudby se věnoval i výtvarné činnosti. V průběhu života vyzkoušel různé výtvarné techniky, jako například linoryt, papírořez, nebo dřevořez.
Své dílo držel v tajnosti a veřejné odtajnění proběhlo až v létě 2023. K jednání o vystavení děl Vojtěcha Trubače mělo dojít v únoru 2022. Vojtěch Trubač ale nečekaně zemřel 10. února 2022 v Českých Budějovicích po několika dnech strávených v nemocnici.